# الإعلام في السعودية
الإعلام في السعودية بدأ الإعلام الرسمي في المملكة العربية السعودية في عهد الملك عبدالعزيز آل سعود عام 1924، وذلك بعد توحيد الدولة السعودية الثالثة، إذ أطلقت جريدة أم القرى في مكة المكرمة، كأول جهة إعلامية في السعودية، ثم أولت المملكة بعد ذلك الإعلام اهتمامها فأنشئت المديرية العامة للإذاعة والصحافة والنشر بأمر ملكي في عام 1955، وهي أول جهاز حكومي يشرف على وسائل الإعلام، وقد تم تغيير مسماها إلى "وزارة الإعلام" في عام 1962.

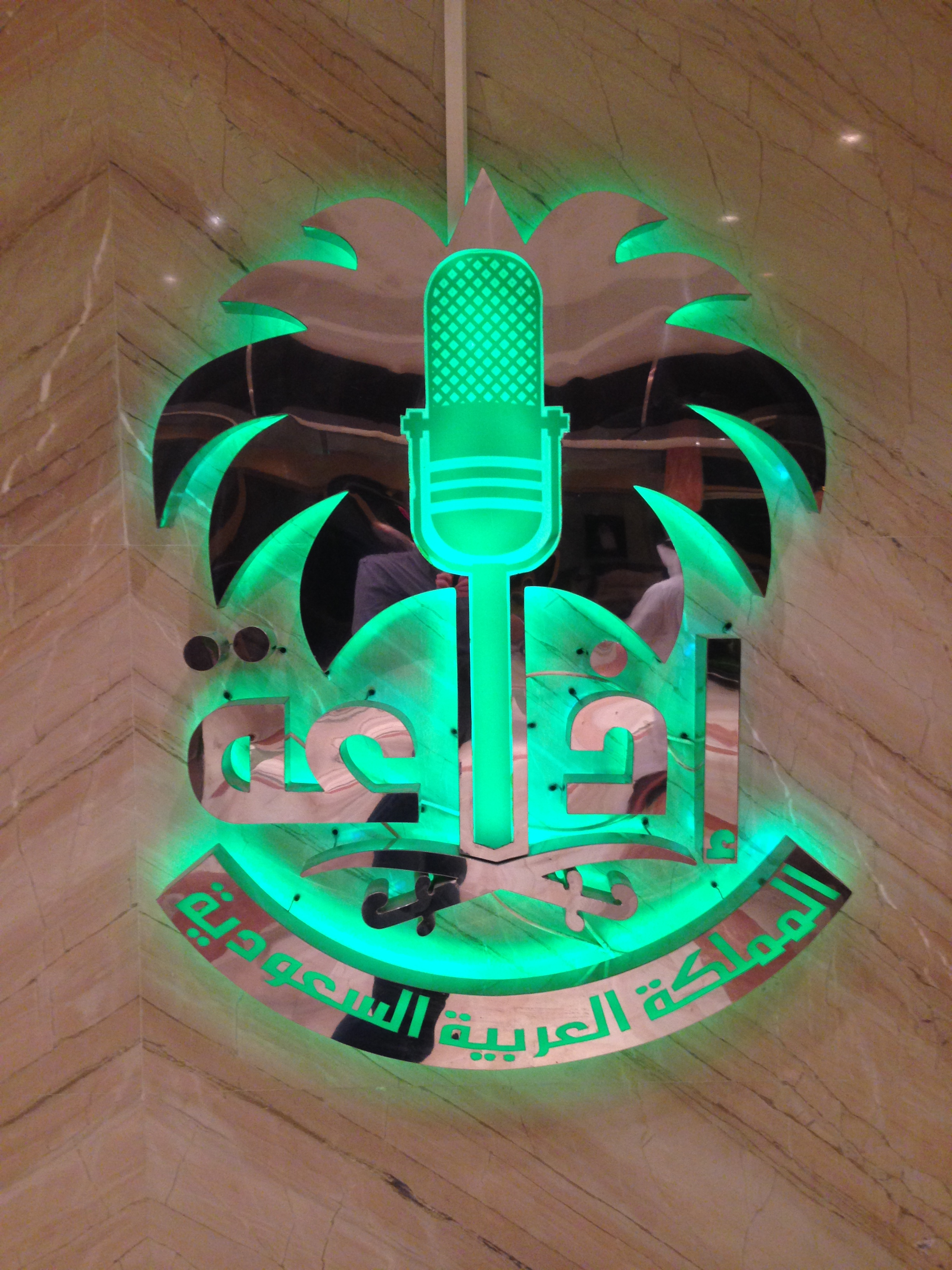
محطة الإذاعة السعودية بوزارة الثقافة والإعلام السعودية

معظم الصحف مملوكة ملكية خاصة ولكنها مدعومة ومنظمة من قبل الحكومة في المملكة العربية السعودية. ينص النظام الأساسي للحكم في المملكة على أن دور وسائل الإعلام هو تثقيف الوحدة الوطنية وإلهامها، ونتيجة لا يبلغ عن أغلب المظالم الشعبية في المملكة العربية السعودية. اعتبارًا من عام 2013، تفيد بي بي سي نيوز أن انتقادات الحكومة والعائلة المالكة وتشكيكهم في المعتقدات الإسلامية لا يقبل به وغير متسامح معها عمومًا. ينتشر مبدأ الرقابة الذاتية في الإعلام السعودي. اعتبارًا من عام 2014، صنفت فريدوم هاوس صحافة المملكة والانترنت بأنها غير مجانية.

## نظرة عامة
اعتبارا من عام 2006، سمحت الحكومة لبعض الصحفيين المختارين بتوجيه بعض الانتقادات لها في كتاباتهم. على الرغم من أن الرقابة الذاتية لا تزال وسيلة للحفاظ على المنافذ الإعلامية في البلاد، يبدو أن الرقابة الحكومية آخذة في الانخفاض، خاصة فيما يتعلق بالتحقيقات الصحفية في الجريمة والإرهاب. تُنشأ الصحف بموجب مرسوم ملكي. هناك أكثر من عشرة صحف يومية. تتوفر الصحف العربية من بلدان أخرى ولكنها تخضع للرقابة. تدير الحكومة (هيئة الإذاعة والتلفزيون السعودية) تقريباً جميع وسائل البث المحلية في المملكة العربية السعودية. يقوم المراقبون بإزالة المواد المخالفة التي تعتبر مسيئة لمعايير الإسلام، بما في ذلك الإشارات إلى لحم الخنزير والمسيحية والأديان الأخرى والكحول والجنس. لا يمكن تشغيل محطات التلفزيون الخاصة من الأراضي السعودية. على الرغم من أن المسؤولين الحكوميين يراقبون مواقع الإنترنت بحثًا عن مواد إباحية أو مسيئة أو معادية للإسلام، فإن مستخدمي الإنترنت السعوديين يمكنهم الوصول إلى معظم المواقع عن طريق الاتصال ببساطة عبر خادم بديل. أنشأت الحكومة عملية استئناف في حوالي عام 2006 يستطيع المواطنون من خلالها طلب إلغاء حظر مواقع ويب معينة. اعتبارا من عام 2014 كان هناك 17.4 مليون مستخدم للإنترنت.
تنص المادة 39 من النظام الأساسي للحكم في المملكة على ما يلي:
تلتزم وسائل الإعلام والنشر وجميع وسائل التعبير بالكلمة الطيبة، وبأنظمة الدولة، وتسهم في تثقيف الأمة ودعم وحدتها، ويحظر ما يؤدي إلى الفتنة، أو الانقسام، أو يمس بأمن الدولة وعلاقاتها العامة، أو يسيء إلى كرامة الإنسان وحقوقه، وتبين الأنظمة كيفية ذلك.

## وسائل الإعلام قديما في الجزيرة العربية
لم تكن وسائل الاتصال الحديثة متاحة في المملكة وقت استعادة الملك عبد العزيز الرياض - ما عدا الصحافة - وكانت البداية الحقيقية للصحافة السعودية مع إصدار جريدة أم القرى.
أما التلفزيون فقد كان له وجود قبل بداية البث الرسمي السعودي عام 1385هـ الموافق 1965م بسنوات عديدة، إذ كان هناك محطتان تلفزيونيتين هما:
- خدمة تلفزيونية باللغة الإنجليزية في قاعدة مطار الظهران يقدمها الجيش الأمريكي في القاعدة عام 1375هـ/1955م من محطة AJL. T.V، وتعد هذه المحطة أول محطة تلفزيونية في الشرق الأوسط، وقد توقف تشغيل الخدمة التلفزيونية في 31/ 12 / 1961م وذلك لانتهاء النشاط العسكري الأمريكي في الظهران.
- أول محطة تلفزيونية خاصة بشركة أرامكو وكانت في الظهران، وبدأت ببث برامجها مساء يوم 16 سبتمبر 1957م (1377هـ) باللغتين العربية والإنجليزية، للعاملين في مشروعات الشركة بالمنطقة الشرقية. "وتوقفت المحطة عن الإرسال باللغة العربية وبقي الإرسال باللغة الإنجليزية فقط عند انطلاق محطة لتلفزيون الدمام في شعبان 1389هـ (نوفمبر 1969م). ومحطة تلفزيون أرامكو محطة خاصة غير تجارية، الغرض منها ترفيه وتعليم موظفي وعمال الشركة بالدرجة الأولى. وكان سكان المنطقة الشرقية يشاهدون برامجها (عدد قليل لعدم انتشار أجهزة التلفزيون في ذلك الوقت)، كما كان يشاهدها سكان البحرين وقطر، وجزء من دولة الإمارات العربية المتحدة وفي بعض فصول السنة يشاهدها سكان الكويت، وجنوب العراق، وإيران، وبعض السفن في الخليج".[8]

## مراحل الصحافة السعودية

### المرحلة الأولى
مرحلة صحافة الأفراد (1347 - 1378هـ).

### المرحلة الثانية
مرحلة دمج الصحف (1378- 1383هـ).

### المرحلة الثالثة
مرحلة نظام المؤسسات الصحفية الأهلية ومستمرة حتى الآن.

## سمات الصحف في المملكة العربية السعودية
نلاحظ أن الصحف التي صدرت قبل توحيد البلاد، صحف إقليمية لم تكن تمثل من شبه الجزيرة العربية سوى مدن الحجاز، لكن الصحف التي ظهرت بعد ذلك كانت أرحب مجالا وأكثر شمولا فقد أصبح الكتاب والأدباء من مختلف أرجاء البلاد يشاركون في الكتابة فيها، كما أنها استطاعت أن تشجع ألوانا من النشاط الاجتماعي والأدبي والفكري، وأن تكون صورة صادقة لهذا النشاط الذي حفلت به البلاد في ذلك الوقت.
لقد اتسمت الصحف قبل توحيد البلاد بندرة الأقلام المحلية، لكن بعد ذلك حظيت بإسهام عدد من المواطنين المثقفين، وكانت الإمكانات في غالبية الصحف الصادرة ضعيفة إلا أنها أسدت خدمة كبيرة للمجتمع والبلاد بوجه عام:
- أسهمت إسهاماً جليلاً في دفع الحركة الثقافية في المملكة إلى الأمام.
- عكست من خلال أقلام القائمين عليها والمشاركين الشعور الوطني العام المتوثب للمشاركة في تطوير البلاد، والمساهمة في بناء المجتمع وتثقيفه ورفع مستوى وعي الأفراد.
- إيصال مطالب المواطنين إلى المسؤولين.
- تميزت بالصراحة المباشرة.[9]

### الصحف اليومية (الجرائد)
على الرغم من أنها تحت الملكية الخاصة، إلا أنها مدعومة ومنظمة من قبل الحكومة، ولا بد من الحصول على موافقة ملكيّة (مرسوم ملكي) من أجل تأسيسها، ويأكد القانون الأساسي في السعودية أن الدور الإعلامي يجب أن يثقف ويدعم الوحدة الوطنية.
في الصحف السعودية معظم المظالم الشهيرة ممنوعة من الطباعة والنشر. في المقابل في الآونة الأخيرة خففت الحكومة السعودية من منع التطرّق لبعض المواضيع الحساسة، وسمحت لفئة مختارة من الكتّاب الصحفيين للكتابة عن تلك المواضيع.

## الإذاعة السعودية
بعد توحيد شبه الجزيرة العربية على يد الملك عبدالعزيز أطلق عليها (المملكة العربية السعودية) وذلك عام 1351هـ/1932م وفي العام ذاته تأسس أول نظام راديو خاص من أجل تزويد الملك عبدالعزيز بالمعلومات الداخلية الخاصة بمدن ومراكز المملكة العربية السعودية، إضافة إلى أخبار العالم الخارجية وأحداثه.
أما البث الإذاعي الجماهيري الشامل، فقد بدأ عام 1368هـ/1949م في مدينة جدة عبر إذاعة تسمى إذاعة مكة المكرمة وتبث في الحجاز فقط، وكان أول من فكر في إقامة محطة إذاعية في المملكة عام 1368هـ/1949م هو الملك سعود (عندما كان ولي عهد لوالده) حيث عرض الفكرة على والده فوافق عليها. وفي 23 / 9 / 1368هـ الموافق 18 / 7 / 1949م أصدر الملك عبد العزيز مرسومًا ملكيًا بتأسيس الإذاعة في المملكة العربية السعودية.

### من المحطات الإذاعية الموجودة الآن
- البرنامج العام.
- البرنامج الثاني.
- إذاعة نداء الإسلام.
- إذاعة القرآن الكريم.

## التلفزيون السعودي
وكانت أول إشارة لمشروع التلفزيون السعودي في المملكة العربية السعودية، وردت في البيان الذي أذاعه الملك فيصل بن عبد العزيز عام 1382هـ (1962م) عندما كان وليًا للعهد ورئيسًا لمجلس الوزراء في الثاني من جمادى الآخرة، حيث اعتزم الأخذ بهذه الوسيلة الهادفة إلى الترفيه البريء غير المتعارض مع الشريعة الإسلامية وأخلاق المجتمع السعودي. وقد بدأ بث أول إرسال تلفزيوني تجريبي – غير ملون - في محطتي الرياض وجدة في التاسع من شهر ربيع الأول عام 1385هـ/1965م، وكان الإرسال محدود حيث يغطي مساحة ما بين ثمانين ومائة كيلو متر مربع في المدينتين وما حولهما. وبسبب نقص الفنيين والبرامج اقتصر البث على الحد الأدنى من الإرسال الذي لم يكن يتجاوز الساعة الواحدة، واعتمد في الوقت ذاته على الصور الثابتة والموسيقى وأفلام الكرتون. شهدت المملكة العربية السعودية بعد ذلك توسعًا في تقديم الخدمات التلفزيونية، فتم إيصال البث إلى مكة المكرمة والطائف عن طريق محطة تلفزيون جدة، كما تم إنشاء محطات تلفزيونية في:المدينة المنورة والقصيم والدمام وأبها.
التلفزيون الملون: «وفي اليوم الأول من شهر شوال عام 1396هـ (24 سبتمبر 1976م) والذي وافق اليوم الأول من عيد الفطر المبارك، واليوم الأول من شهر الميزان وهو اليوم الوطني للمملكة العربية السعودية، بدأ التلفزيون السعودي بالبث الملون بصورة دائمة بعد فترة تجارب استمرت عدة أشهر.. وقد تم اختيار نظام» سيكام 3 بي «الفرنسي الذي روعي فيه صلاحيته للالتقاط بالأجهزة غير الملونة أيضًا، والاستثناء من ذلك كان بالنسبة لمحطة الدمام إذ روعي أن يكون البث فيها على نظامي» بال وسيكام «الملونين في وقت واحد، وذلك لإتاحة الفرصة لمشاهدي دول الخليج لالتقاط البرامج الملونة من تليفزيون المملكة العربية السعودية..» أما قنوات التلفزيون السعودي الموجودة الآن فهي:
- القناة السعودية.
- قناة SBC.
- قناة ذكريات.
- قناة الإخبارية.
- قناةالرياضية.
- قناة القرآن الكريم.
- قناة السنة النبوية.

 وتم إغلاق القنوات التالية: القناة الثانية، القناة الثقافية، القناة الاقتصادية (دمجت مع الإخبارية)، قناة أجيال (دمجت مع SBC)

## وكالة الأنباء السعودية (واس)
أنشئت وكالة الأنباء السعودية (واس) عام 1390هـ/1971م، وكانت أول وكالة أنباء في دول شبه الجزيرة العربية، وقد قامت وكالة الأنباء السعودية وسط ظروف تستدعي قيامها تلبي احتياجات السعودية ومجتمعها، وتسد فراغًا إعلاميًا خارجيًا (إقليميًا، عربيًا، إسلاميًا، عالميًا) لتصبح نافذة أساسية تنتقي عبرها وسائل الإعلام الداخلية المسائل الحيوية الهامة التي تتعلق بالوطن وحياة المواطن، وتطلع منها المملكة على مختلف التطورات السياسية والاقتصادية والاجتماعية والثقافية خارج حدودها الجغرافية، انطلاقًا مما عليها من واجبات وما لها من حقوق كمثيلاتها من الوكالات.
وتتسم شخصية وكالة الأنباء السعودية باعتبارها جهازًا إخباريًا وطنيًا يعمل وفق الإمكانات المتاحة ويسعى إلى التطوير مع التركيز على الإطار القيمي والمفاهيم والعادات والتقاليد الإيجابية، مع السعي إلى التجدد والتجديد مع الالتزام بثوابت الدين والأخلاق الرفيعة والمصلحة الوطنية.

## وزارة الإعلام السعودية
افتتحت مديرية الإذاعة السعودية في مكة المكرمة عام 1368هـ/ 1949م للإشراف على أول إذاعة أنشئت في المملكة العربية السعودية. وفي عام 1372هـ/1954م رُبطت بالإدارة العامة للحج والأوقاف. وفي عام 1374هـ/1954م تحولت الإذاعة إلى هيئة مستقلة مرتبطة برئيس مجلس الوزراء وسميت بــ (المديرية العامة للإذاعة).
صدر مرسوم ملكي كريم يقضي بإنشاء (المديرية العامة للصحافة والنشر) وذلك في 26/ 10م 1374هـ؛ لتصبح هذه المديرية مرجعًا للمديرية العامة للإذاعة وإدارة المطبوعات والصحافة ووسائل النشر على اختلاف أنواعها.
صدر أمر ملكي يقضي بتحويل المديرية العامة إلى وزارة الإعلام وكان ذلك في عام 1382هـ/1963م، وكان أول وزير سعودي لوزارة الإعلام جميل الحجيلان